# Campionato di calcio della Repubblica Socialista Sovietica d'Estonia 1964
Il Campionato di calcio della Repubblica Socialista Sovietica d'Estonia 1964 era la massima divisione del campionato estone ed era un campionato regionale sovietico. La vittoria finale andò al Norma Tallinn che vinse il primo titolo della sua storia.

## Formula
Era formato da dieci squadre: ogni formazione si incontrava le altre in gironi di andata e ritorno, per un totale di 18 incontri. Erano previsti due punti per la vittoria e uno per il pareggio. 

## Classifica finale
|    | Classifica finale | G  | V  | N | P  | GF | GS | Dif | Pt |
| -- | ----------------- | -- | -- | - | -- | -- | -- | --- | -- |
| 1  | Norma Tallinn     | 18 | 12 | 4 | 2  | 38 | 12 | +26 | 28 |
| 2  | Tempo Tallinn     | 18 | 9  | 6 | 3  | 20 | 13 | +7  | 24 |
| 3  | BLTSK             | 18 | 7  | 6 | 5  | 31 | 13 | +18 | 20 |
| 4  | Dünamo Kopli      | 18 | 6  | 7 | 5  | 14 | 11 | +3  | 19 |
| 5  | Kalev Valga       | 18 | 5  | 7 | 6  | 12 | 15 | -3  | 17 |
| 6  | PK Kohtla-Järve   | 18 | 5  | 6 | 7  | 26 | 20 | +6  | 16 |
| 7  | Kreenholm Narva   | 18 | 5  | 6 | 7  | 28 | 38 | -10 | 16 |
| 8  | Kalev Pärnu       | 18 | 5  | 5 | 8  | 15 | 27 | -12 | 15 |
| 9  | Kalev Ülemiste    | 18 | 3  | 8 | 7  | 19 | 18 | +1  | 14 |
| 10 | KT Aseri          | 18 | 3  | 5 | 10 | 13 | 49 | -36 | 11 |

G = Partite giocate; V = Vittorie; N = Nulle/Pareggi; P = Perse; GF = Goal fatti; GS = Goal subiti; Dif = differenza reti; 